# 讓-巴蒂斯特·圖比
讓-巴蒂斯特·圖比（法語：Jean-Baptiste Tuby；1635年—1700年8月9日）是一位義大利裔法國雕塑家，以凡爾賽花園噴泉雕塑而聞名。他的作品融合巴洛克風格的華麗與路易十四風格古典主義 。

## 生平
1635年，圖比出生於羅馬，原名詹巴蒂斯塔·圖比（Giambattista Tubi）。他先在義大利接受雕塑家培訓，然後於1660年後來到法國。1664-65年，他受僱為聖日耳曼昂萊城堡的石窟和露台製作雕塑。他後來完成凡爾賽宮噴泉和花園等，包括阿波羅盆地的阿波羅和戰車的鍍金鉛雕塑（1668-71年），中央盆地的索恩河和羅訥河雕像（1683年）和弗洛爾雕像。他還為庭院製作了一座巨大的和平雕像和一個大型大理石花瓶，並為公園製作了其他幾座神話主題的雕像。
他除了在凡爾賽宮的工作之外，他還與雕塑家安托萬·科塞沃克斯（Antoine Coysevox）合作，為現在巴黎聖厄斯塔什教堂的让-巴蒂斯特·柯尔贝尔的墳墓製作了聖殤像，並在製作了一座和平銅像紅衣主教朱爾·馬薩林的葬禮紀念碑，目前位於四國學院（現為法蘭西學院）。他還創作了蒂雷納子爵亨利·德·拉圖爾多韋涅葬禮紀念碑周圍的一組人物，該紀念碑最初位於聖但尼大教堂，現在位於榮軍院的拿破崙墓附近。
1672年，他加入法國國籍，並與勒布倫的姪女結婚。1676年，在勒布倫斯的資助下，他進入新成立的皇家繪畫與雕塑學院（Académie royale de peinture et de sculpture）。